# Aeroport T2
Aeroport T2 – stacja południowej części dziewiątej linii i planowana stacja drugiej linii metra w Barcelonie otwarta 12 lutego 2016 roku.